# Alfred Riedl
Alfred Riedl (2 tháng 11 năm 1949 - 8 tháng 9 năm 2020) là một cố cầu thủ và huấn luyện viên bóng đá người Áo. Khi là cầu thủ, Riedl đã từng thi đấu tại các giải vô địch quốc gia Áo, Bỉ và Pháp. Trong thời gian đó, Riedl đã giành chức vô địch Áo, Cúp bóng đá Áo và các danh hiệu vua phá lưới Áo và Bỉ cùng giải thưởng Chiếc giày đồng châu Âu năm 1975. Vai trò huấn luyện cuối cùng của ông là với đội tuyển bóng đá quốc gia Indonesia.

## Sự nghiệp cầu thủ

### Câu lạc bộ
Ông bắt đầu thi đấu cho FK Austria Wien, trước khi rời Áo để chơi cho câu lạc bộ Bỉ Sint-Truidense năm 22 tuổi. Sau khi thi đấu tám mùa giải ở Giải hạng nhất Bỉ (hai với Sint-Truiden, hai với Royal Antwerp và bốn với Standard Liège), Riedl đã có một khoảng thời gian ngắn tại FC Metz ở Pháp. Ông đã trở lại Áo sau một mùa giải duy nhất ở đó, thi đấu cho Grazer AK, và sau đó tại Wiener Sportclub và VfB Admira Wacker Mödling, nơi ông kết thúc sự nghiệp cầu thủ. Ông có hai lần đoạt danh hiệu vua phá lưới của Giải hạng nhất Bỉ (1973, 1975).

#### Thống kê sự nghiệp
| Câu lạc bộ                | Mùa giải  | Giải quốc gia | Giải quốc gia | Cúp  | Cúp | Cúp châu Âu | Cúp châu Âu |
| Câu lạc bộ                | Mùa giải  | Trận          | Bàn           | Trận | Bàn | Trận        | Bàn         |
| ------------------------- | --------- | ------------- | ------------- | ---- | --- | ----------- | ----------- |
| FK Austria Wien           | 1967–68   | 1             | 0             | 0    | 0   | 0           | 0           |
| FK Austria Wien           | 1968–69   | 19            | 19            | 4    | 2   | 1           | 0           |
| FK Austria Wien           | 1969–70   | 25            | 10            | 2    | 0   | 5           | 2           |
| FK Austria Wien           | 1970–71   | 29            | 13            | 5    | 7   | 4           | 2           |
| FK Austria Wien           | 1971–72   | 21            | 16            | 3    | 5   | 5           | 3           |
| FK Austria Wien           | Tổng      | 95            | 58            | 14   | 14  | 15          | 7           |
| Sint-Truiden              | 1972–73   | 26            | 16            | 3    | 1   | 0           | 0           |
| Sint-Truiden              | 1973–74   | 30            | 17            | 3    | 4   | 0           | 0           |
| Sint-Truiden              | Tổng      | 56            | 33            | 6    | 5   | 0           | 0           |
| Royal Antwerp F.C.        | 1974–75   | 34            | 28            | 7    | 5   | 4           | 1           |
| Royal Antwerp F.C.        | 1975–76   | 20            | 6             | 1    | 1   | 0           | 0           |
| Royal Antwerp F.C.        | Tổng      | 54            | 34            | 8    | 6   | 4           | 1           |
| Standard Liège            | 1976–77   | 32            | 18            | 2    | 3   | 0           | 0           |
| Standard Liège            | 1977–78   | 31            | 19            | 4    | 4   | 6           | 1           |
| Standard Liège            | 1978–79   | 15            | 3             | 1    | 0   | 0           | 0           |
| Standard Liège            | 1979–80   | 27            | 13            | 4    | 1   | 6           | 2           |
| Standard Liège            | Tổng      | 105           | 53            | 11   | 8   | 12          | 3           |
| FC Metz                   | 1980–81   | 19            | 6             | 0    | 0   | 0           | 0           |
| FC Metz                   | Tổng      | 19            | 6             | 0    | 0   | 0           | 0           |
| Grazer AK                 | 1980–81   | 17            | 3             | 1    | 1   | 0           | 0           |
| Grazer AK                 | 1981–82   | 25            | 9             | 4    | 3   | 2           | 1           |
| Grazer AK                 | Tổng      | 42            | 12            | 5    | 4   | 2           | 1           |
| Wiener Sportclub          | 1982–83   | 25            | 6             | 1    | 0   | 3           | 0           |
| Wiener Sportclub          | 1983–84   | 27            | 9             | 2    | 0   | 0           | 0           |
| Wiener Sportclub          | Tổng      | 52            | 15            | 3    | 0   | 3           | 0           |
| VfB Admira Wacker Mödling | 1984–85   | 0             | 0             | 2    | 1   | -           | -           |
| VfB Admira Wacker Mödling | Tổng      | 0             | 0             | 2    | 1   | 0           | 0           |
| Tổng cộng                 | Tổng cộng | 423           | 211           | 49   | 38  | 36          | 12          |

### Quốc tế
Riedl đã bốn lần khoác áo đội tuyển bóng đá quốc gia Áo, lần đầu tiên là vào tháng 4 năm 1975 trong trận đấu với Hungary. Trước đó ông cũng thi đấu cho các đội U-23 Áo (6 lần) và U-18 (5 lần) của nước này.

## Sự nghiệp huấn luyện

### Câu lạc bộ
Ông bắt đầu sự nghiệp huấn luyện của mình ngay sau khi giải nghệ vào năm 1986, đứng đầu ban huấn luyện của câu lạc bộ nghiệp dư Kottingbrunn, nơi ông làm việc từ năm 1986 đến năm 1987. Sau đó, ông gia nhập ban huấn luyện của đội bóng quê hương Austria Wien, và nhận lời mời của người đồng hương Walter Skocik để làm việc tại đội bóng của Ả Rập Xê Út Al-Ittihad. Năm 1989, ông thay thế Helmut Herbert trở thành huấn luyện viên trưởng của Câu lạc bộ thể thao Wiener. Mùa giải tiếp theo, ông rời câu lạc bộ để tiếp quản đội tuyển quốc gia Áo, trước khi ký hợp đồng với Favoritner AC năm 1991. Năm 1993, ông làm huấn luyện viên của câu lạc bộ Maroc Olympique Khouribga, đưa đội bóng đến chung kết Cúp Maroc 1993-94. Năm 1994, ông chuyển đến dẫn dắt câu lạc bộ Ai Cập Al-Zamalek và giúp đội giành ngôi á quân Cúp vô địch các câu lạc bộ châu Phi 1994. Ông dẫn dắt câu lạc bộ này cho đến 1995.
Năm 2001, ông trở thành huấn luyện viên trưởng của câu lạc bộ Khánh Hòa (Việt Nam), sau đó là Al Salmiyah của Kuwait (2001–03) và giành chức vô địch Kuwait Cup và Cúp Thái tử Kuwait cùng năm, đồng thời trở thành á quân giải vô địch quốc gia.
Tháng 10 năm 2008, ông trở về Việt Nam làm huấn luyện viên cho câu lạc bộ bóng đá Hải Phòng. Tuy nhiên, chỉ sau 3 trận ở giải vô địch quốc gia với kết quả không tốt (thua 2/3 trận, trong đó có trận thua trên sân nhà), Riedl đã bị sa thải.
Năm 2012, ông tham gia công tác đào tạo trẻ của câu lạc bộ Visé (Bỉ).

### Đội tuyển quốc gia
Ông đã dẫn dắt nhiều đội tuyển quốc gia, bao gồm U-23 Áo (1990) Áo (1990–92), Liechtenstein (1997–98), Palestine (2004–05), Việt Nam (1998–2001, 2003–04, 2005–07), Lào (2009–10) và Indonesia (2010–16).
Sau World Cup 1990, ông kế thừa vị trí trống của Josef Hickersberger - đồng đội cũ của ông tại Austria Wien, trở thành huấn luyện viên trưởng đội tuyển quốc gia Áo. Cuối năm 1991, ông bị sa thải vì không thể giúp đội tuyển Áo giành vé tham dự Euro 1992. Dưới sự dẫn dắt của Riedl, đội tuyển Áo đã thi đấu 8 trận, chỉ thắng 1, hòa 3 và thua 4 trận.
Từ 27 tháng 6 năm 2009, Riedl đã ký hợp đồng làm huấn luyện viên trưởng cho đội tuyển Lào trong thời gian hai năm. Sau khi bị Indonesia sa thải khỏi chức danh huấn luyện viên đội tuyển Indonesia năm 2011, ông được bổ nhiệm làm huấn luyện viên đội tuyển U-23 quốc gia Lào tại SEA Games 2011 diễn ra ở Indonesia. Sau khi SEA Games kết thúc, hợp đồng của Riedl không được phía Lào gia hạn.

#### Indonesia
Ngày 4 tháng 5 năm 2010, Alfred Riedl được bổ nhiệm làm huấn luyện viên của đội tuyển quốc gia và U-23 Indonesia. Ông đã dẫn dắt đội tuyển quốc gia Indonesia giành ngôi á quân AFF Cup 2010. Vào ngày 13 tháng 7 năm 2011, ông bị sa thải vì vướng phải tranh chấp hợp đồng với Hiệp hội bóng đá Indonesia (PSSI). Ông cho rằng mình mất việc vì động cơ chính trị và tính đến khả năng khởi kiện PSSI lên FIFA nếu không được đền bù hợp đồng.
Tháng 12 năm 2013, Riedl được tái bổ nhiệm làm huấn luyện viên trưởng đội tuyển quốc gia Indonesia bằng một bản hợp đồng 3 năm. Hợp đồng của ông đã bị chấm dứt theo sự đồng ý của hai bên vào cuối năm 2014, sau khi Indonesia không thể lọt vào vòng loại trực tiếp của AFF Suzuki Cup 2014. Riedl sau đó nhận công việc huấn luyện viên trưởng của PSM Makassar vào đầu năm 2015, nhưng từ chức vào tháng 4 năm đó vì vấn đề sức khỏe.
Rield trở lại làm huấn luyện viên trưởng của Indonesia vào năm 2016 theo bản hợp đồng có thời hạn một năm, và lần này ông đã dẫn dắt Indonesia đến trận chung kết AFF Cup 2016, lập lại thành tích năm 2010. Sau khi Indonesia để thua Thái Lan với tỷ số 2-3 trong trận chung kết, hợp đồng của ông không được PSSI gia hạn.

#### Việt Nam
Năm 1998, ông trở thành huấn luyện viên người nước ngoài thứ tư của đội tuyển Việt Nam. Tuy chỉ nắm chức vụ này trong 2 năm, Riedl đã đưa đội tuyển 2 lần cán đích ở vị trí á quân của khu vực (Tiger Cup 1998 và SEA Games 1999).
Năm 2001, Alfred Riedl là huấn luyện viên trưởng của câu lạc bộ bóng đá Khánh Hòa trong 4 tháng (từ 1 tháng 2 đến 31 tháng 5); chức vụ huấn luyện viên trưởng đội tuyển Việt Nam của ông được thay thế bởi Edson Silva Dido. Năm 2002, một lần nữa Riedl trở lại chức vụ này, nhưng sau đó lại nhận lời làm huấn luyện viên cho một câu lạc bộ của Kuwait.
Năm 2005, Liên đoàn bóng đá Việt Nam (VFF) đã chọn Riedl là huấn luyện viên trưởng đội tuyển Việt Nam.
Tháng 2 năm 2007, Alfred Riedl trải qua một ca ghép thận tại quê hương. Thời gian này, ông giao Mai Đức Chung dẫn dắt đội tuyển Olympic Việt Nam và có lần đầu tiên lọt vào vòng loại thứ 3 môn bóng đá nam Olympic khu vực châu Á.
Tại Asian Cup 2007, cũng là lần tham gia vòng chung kết Asian Cup đầu tiên của đội tuyển Việt Nam, Riedl đã đưa đội vượt qua vòng đấu bảng, lần đầu tiên vào đến tứ kết và dừng bước trước Iraq, nhà vô địch giải đấu sau đó.
Ngày 10 tháng 12 năm 2007, do thành tích yếu kém của đội tuyển Việt Nam tại SEA Games 24 (thất bại trước Myanmar trên chấm 11m), dưới sức ép của Liên đoàn bóng đá Việt Nam và người hâm mộ, Afred Riedl đã từ chức huấn luyện viên trưởng đội tuyển bóng đá Việt Nam.
Tổng cộng, Alfred Riedl đã 3 lần dẫn dắt các đội tuyển Việt Nam và là huấn luyện viên ngoại thành công nhất của bóng đá Việt Nam trước thời Henrique Calisto.

## Qua đời
Riedl mất tại Áo vào ngày 8 tháng 9 năm 2020 tại Áo vì bệnh ung thư.

## Danh hiệu

### Cầu thủ
- Giải vô địch quốc gia Áo: 1968–69, 1969–70
- Cúp bóng đá Áo: 1970–71 (với Austria Wien), 1980–81 (với Grazer AK)
- Vua phá lưới giải vô địch quốc gia Áo: 1971–72 [18]
- Vua phá lưới giải hạng nhất Bỉ: 1972–73, 1974–75
- Chiếc giày đồng châu Âu (1975)

### Huấn luyện viên
- Á quân Cúp bóng đá châu Phi 1994

#### Việt Nam
- Huy chương bạc Tiger Cup 1998
- Huy chương đồng Dunhill Cup 1999
- Huy chương bạc SEA Games: 1999 (với đội tuyển Việt Nam), 2003, 2005 (với Olympic Việt Nam)
- Huy chương bạc LG Cup 2000
- Vô địch LG Cup 2003
- Á quân Cúp Nhà vua Thái Lan: 2006
- Lọt vào tứ kết Asian Cup 2007

#### Indonesia
- Á quân AFF Cup: 2010, 2016

#### Kuwait
- Vô địch Kuwair Cup: 2001
- Vô địch Cúp Thái tử Kuwait: 2001
- Giải vô địch quốc gia Kuwait: Hạng ba (2002), á quân (2003)
- Á quân Emir Cup 2003